# ديبي تومسون
ديبي تومسون (بالإنجليزية: Debbie Thompson)‏ هي عداءة سريعة أمريكية، ولدت في 5 يوليو 1942 في فريدريك في الولايات المتحدة.

## وصلات خارجية
- ديبي تومسون على موقع أوليمبيديا (الإنجليزية)